# Петр Якл
Петр Якл (чеськ. Petr Jákl; нар. 14 вересня 1973, Прага, Чехія) — чеський дзюдоїст, кіноактор, кінорежисер, сценарист і продюсер. За межами батьківщини став відомий за участю у голлівудських фільмах «Три ікси» (2002) та «Чужий проти Хижака» (2004).

## Біографія
Народився та виріс у Празі, столиці Чехії. Здобув ступінь магістра в Карловому університеті, де навчався на факультеті фізичної культури та спорту.
У першій половині 2000-х знявся в кількох американських фільмах: «Погана компанія», «Три ікси», «Євротур», «Чужий проти Хижака» та «Птеродактиль».
Петро Якл ще в 2013 році оголосив про плани зняти фільм про чеського національного героя Яну Жижку. Історичний фільм під назвою «Середньовіччя» став найдорожчим проектом в історії чеського кіно.

## Фільмографія
| Рік  |   | Українська назва   | Оригінальна назва  | Роль          |
| ---- | - | ------------------ | ------------------ | ------------- |
| 2002 | ф | Погана компанія    | Bad Company        | Даріус        |
| 2002 | ф | Три ікси           | xXx                | Коля (Золдан) |
| 2004 | ф | Євротур            | EuroTrip           | Гюнтер        |
| 2004 | ф | Чужий проти Хижака | Alien vs. Predator | Стоун         |
| 2005 | ф | Птеродактиль       | Pterodactyl        | Тезо          |